# Goodsprings
Goodsprings és una concentració de població designada pel cens dels Estats Units a l'estat de Nevada. Segons el cens del 2000 tenia 232 habitants.

## Demografia
Segons el cens del 2000, Goodsprings tenia 232 habitants, 107 habitatges, i 64 famílies La densitat de població era de 60,12 habitants per km².
Dels 107 habitatges en un 20,6% hi vivien nens de menys de 18 anys, en un 45,8% hi vivien parelles casades, en un 11,2% dones solteres, i en un 40,2% no eren unitats familiars. En el 35,5% dels habitatges hi vivien persones soles el 13,1% de les quals corresponia a persones de 65 anys o més que vivien soles. El nombre mitjà de persones vivint en cada habitatge era de 2,17 i el nombre mitjà de persones que vivien en cada família era de 2,83.
Per edats la població es repartia de la següent manera: un 22,8% tenia menys de 18 anys, un 3,1% entre 18 i 24, un 22,8% entre 25 i 44, un 28,9% de 45 a 64 i un 22,4% 65 anys o més.
L'edat mediana era de 46,0 anys. Per cada 100 dones hi havia 90,16 homes. Per cada 100 dones de 18 o més anys hi havia 105,75 homes.
La renda mediana per habitatge era de 40.430 $ i la renda mediana per família de 58.125 $. Els homes tenien una renda mediana de 35.924 $ mentre que les dones 28.594 $. La renda per capita de la població era de 22.282 $. Aproximadament el 0,0% de les famílies i el 9,2% de la població estaven per davall del llindar de pobresa.

## Poblacions més properes
El següent diagrama mostra les poblacions més properes.